# 피터 해밀
피터 조셉 찰스 해밀(영어: Peter Joseph Andrew Hammill, 1948년 11월 5일 ~ )은 영국의 음악가이자 녹음 아티스트다. 그는 프로그레시브 록 밴드 밴 더 그래프 제너레이터의 창립 멤버였다. 싱어송라이터로 가장 잘 알려진 그는 또한 기타와 피아노를 연주하고 때때로 다른 아티스트들의 음반과 기타를 제작한다. 2012년, 그는 제 1회 프로그레시브 뮤직 어워드에서 선지자상을 수상했다.